# San Miguel (miasto w Kostaryce)
San Miguel – miasto w Kostaryce; w prowincji San José; 30 100 mieszkańców (2006). Przemysł spożywczy, włókienniczy.